# Baster
|  | Per a altres significats, vegeu «basters». |

El baster, dit també guarnicer, guarnicioner o guarnimenter i, a la Catalunya del Nord, borraller, és l'ofici, l'obrador i el comerç en què es confeccionen i venen els arreus de cuir per dirigir les bèsties (el cabestre), per fermar la càrrega o el genet que transporten (la sella i el bast) o per arrossegar vehicles (carros), així com altres funcions. En certes èpoques i llocs, era un ofici que es podia especialitzar en l'elaboració d'una peça determinada amb un tipus de cuir concret: corretger si feia corretges amb tires de cuir, seller o selleter si es dedicava només a confeccionar selles de muntar més o menys complexes, albarder si només feia senzilles albardes pels traginers.
Fou un ofici fonamental del passat, però amb l'adveniment del tractor i l'automòbil molts basters van plegar. Les festes populars com els Tres Tombs estan fent revifar aquesta professió.
A Mallorca, els basters eren especialitzats en la confecció de basts, és a dir, arreus per col·locar a l'esquena de les bèsties perquè puguin traginar càrrega. Compartien col·legi professional amb els sellers, i les ordenances més antigues són de 1545. El seu patró era sant Bernadí, venerat a l'església de Sant Francesc.

## Arreus
Els arreus bàsics que acostumava a confeccionar un baster eren:
- Albarda i xalma: variants molt senzilles del bast que consisteixen només en l'encoixinat que protegeix el llom de l'animal, però no té els arcons de fusta. Normalment al damunt hi duia sàrries.
- alforja
- bast: Peça que es col·loca al llom de l'animal que ha de carregar mercaderies a l'esquena. Es tracta d'un coixí rígid i 2 costelles de fusta (els arcons) amb petits forats per on es passen les cordes que fermen la càrrega o altres arreus. El bast s'abraça a l'animal mitjançant 3 corretges de subjecció: la principal és la cingla que passa pel ventre de l'animal, el pitral o pitrera que passa pel pit, i la rabasta o tafarra que passa just per sota de la cua i el cul. Damunt del bast es podien col·locar una gran diversitat d'arreus per transportar diferents tipus de càrrega: Si la càrrega era tova (gra, verdures...), al damunt s'hi posaven una simples sàrries de cànem. Però d'altres tipus (segons la forma i la càrrega) eren les alforges, els arguenells, àrguens, els cartres, els cartrons, els corbells, l'escala o escaleta, femeres si portaven fems, salmes, samugues, les pedreres o les terreres, la xàvega o xavegó, o simples portadores.[1]

- bastet, rebastet o selló: Bast petit al llom de l'animal que estira un carro. El primer arcó, en comptes de forats, té unes anelles passa-regnes per les quals passen les regnes que comencen al bridó, passen pel collar, se subjecten a les anelles del bastet, i d'aquí arriben a les mans del traginer que mena l'animal des del carro. També se subjectava a l'animal per 3 corretges principals, però en aquest cas la rabasta/tafarra s'anomenava retranca i era una mica més complexa.

- cabeçó

- collar, collar de ròssec, coixí de llaurar: collars de molts tipus diferents, tenen en comú que serveixen per arrossegar quelcom: un carro, una arada, etc. El típic collar català se solia cordar per dalt i servia per arrossegar carros. En canvi, el pesat collar de ròssec es cordava per baix i servia als picadors i serradors del bosc per arrossegar els troncs acabats de talar.
- cabestre o esmorralles: conjunt de corretges col·locades al cap de l'animal per guiar-lo

- bridó: corretja específica lligada per una banda al fre o serreta a la boca de l'animal, i per l'altra a les brides que subjecta el traginer amb les mans, i que quan aquest tiba indiquen a l'animal que pari
- ronsalera: argolla sota el morro de l'animal que unia el conjunt del cabestre amb el ronsal o ramal, la corda amb la qual el pagès guiava l'animal per l'estable

- Altres noms feien referència al lloc a on es col·locava el corretjam: muserola o morrera, testera, frontal o frontalera, sotagola...

- reculants

- sella: seient de cuir amb una forma corbada i còncava a on s'asseu el genet de l'animal. En aquest cas la rabasta/tafarra que passa pel cul de l'animal s'anomena cuera.

- sofra

## Eines de treball

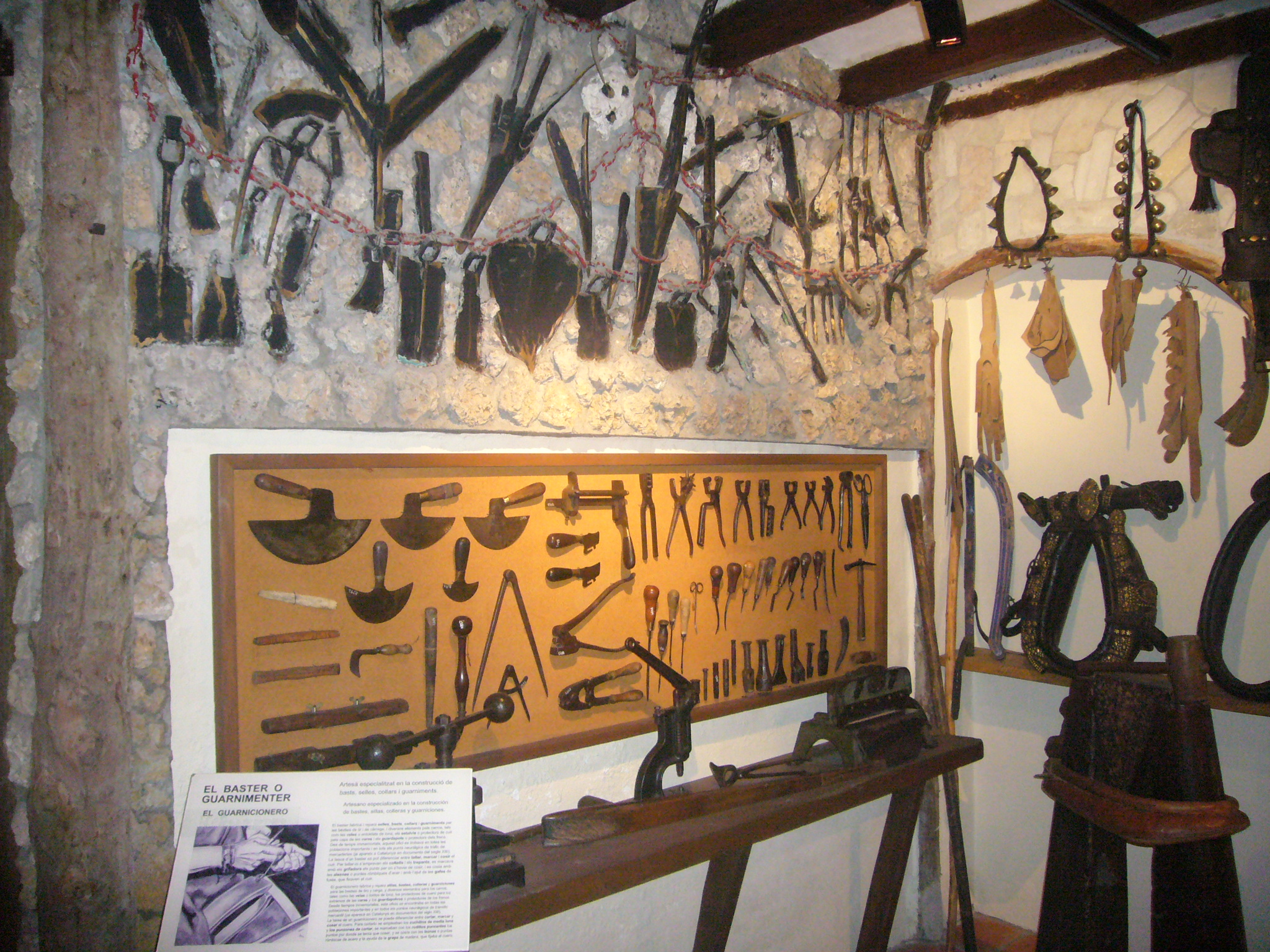
Eines diverses del baster, entre les quals destaquen les diverses variants de mitjalluna, els compassos de puntes, diverses alenes i diversos trepants de cuir.

Com tot ofici especialitzat, el baster utilitzava un instrumental ampli, sovint similar però amb petites variacions que el feien més útil per fer moviments determinats. Entre les més habituals hi havia:
Per mesurar:
- Compàs de puntes: compàs de dues punxes fixes
- Regles diversos

Per marcar la pell abans de tallar-la:
- Compàs desflorador: rebaixava la flor del cuir dibuixant una rodona
- Grifa: per marcar les puntades que després es farien al cosir
- Ratllador (eina del cuir): eina fonamental per dibuixar una ratlla fonda en el cuir (col·locat sobre el marbre), la qual indicaria una línia de tall o una línia sobre al qual cosir una peça de cuir superior. N'hi havia tant de ferro com de fusta de boix.
- Trepants de queixalet, d'ungla i de dibuix: trepants diversos que feien un treball estètic

Per tallar el cuir en peces treballables: solen tenir una fulla d'acer en semicercle, que se subjecta amb un o dos mànecs:
- Anyita: similar a la mitjalluna
- Coltell (eina del cuir): similar a la mitjalluna
- Mitjalluna: eina fonamental del baster
- Compàs de volanderes: compàs de cames paral·leles (no convergents), una de les quals és regulable al llarg de la barra horitzontal que les separa: talla el cuir fent una rodona

Per cosir cuir:
- Agulles dretes: agulles normals i corrents, però prou fortes com per foradar el cuir
- Agulles tortes: útils per trenar un cosit
- Gafes: parell de fustes articulades que, col·locades a la falda, permetien al baster de subjectar juntes dues peces de cuir mentre les cosia amb 2 agulles a la vegada
- Passacordes: espècie d'agulla gran amb un forat a la punta i un mànec a l'altra banda per empènyer-la millor, que s'utilitza per passar un cordill gruixut, per exemple per encordar la sella o el bast

Per allisar la pell fent-la més prima o arrodonint el tacte:
- Brunyidor: erosionava la pell donant-li una textura uniforme
- Estirapell
- Lliseta
- Matacantells: espècie de barrina que, en comptes d'un cargol per foradar, té un con que allisa el cuir

Per prèviament foradar el cuir per allí a on hagi de passar una agulla:
- Alesna: punta de ferro recta o corba, i cairejada, amb mànec de fusta
- Punxó: punta de ferro cònica i mànec de fusta

Altres eines:
- Empallador: per embotir o farcir de palla o llana alguna cavitat
- Maça i martell de baster: característics per ser més estrets per la part que picava. A vegades eren totalment de ferro.

L'espai de treball consistia en una ampla i ferma taula de fusta, d'uns 3 metres, en què hi havien de cabre superfícies diverses sobre les quals es feien operacions diferents. La més utilitzada era la post de tallar: era una fusta tova sobre la qual es col·locava una pell de cuir i es tallava en la forma desitjada amb una eina tallant, que ratllava la fusta protegint així la superfície de la taula. També hi havia una superfície de marbre sobre la qual es marcava el cuir desgastant-lo una miqueta amb un compàs o un ratllador (per exemple, per indicar una línia que després es tallaria) o també servia per rebaixar el cuir fins a una altura desitjada. En canvi, el trepant de cop s'utilitzava sobre un pa de plom que absorbia el cop donat. En canvi, a l'hora de cosir el baster s'asseia en una cadira i s'ajudava del suport d'una tauleta més petita i baixa, dotada de calaixos a on hi guardava fils, agulles, claus.

## Materials que treballaven
El material principal per elaborar els arreus era el cuir, de moltes menes i adobaments diversos. No qualsevol tipus de cuir servia per fer qualsevol peça. Tot i la diversitat regional que hi devia haver, en general els tipus i usos eren els següents:
- Badana: pell d'ovella o be molt assaonada i forta amb la qual es feia el collar.
- Cavalla: pell de cavall sovint assaonada amb crom que folrava el collar
- Crin: sovint pèl de cabra, utilitzada per fer l'encoixinat de les selles dels genets
- Cuir avellana: s'utilitzava per fer les brides, i tenia un tacte divers ja que n'hi havia tant de bou com de vedella
- Cuir crom: s'utilitzava per fer els vencillons, el cabestre... n'hi havia tant de bou com de vedella, però era d'un color típicament gris
- Guarnimentera: resistents corretges típicament negres fetes de pell de bou que havia estat assaonada amb adobs vegetals
- Pell de mul o burro: molt utilitzada com a folre d'altres pells més dures
- Pell de porc: molt utilitzada en selles
- Vaqueta: pell de vedella o de bou prima amb la qual es feien els faldons dels bastets

Però el baster també feia servir molts altres materials per donar estructura o oferir un tacte o una estètica determinada. Per exemple, com a farciment (de basts, encoxinats, collars...) feia servir molt la llana o fins i tot la palla. També havia de saber treballar la fusta, quan havia de fer peces dures com els arcons del bast. Un baster també havia de ser un expert en cosir peces diferents de cuir, per la qual cosa feia servir fil de cànem encerat que fos durador.